# Condado de Denton
O Condado de Denton (em inglês:  Denton County) é um dos 254 condados do estado norte-americano do Texas. A sede e maior cidade do condado é Denton. Foi criado em 1846.
O condado possui uma área de 2 468,21 km², dos quais 193 km² estão cobertos por água, uma população de 662 614 habitantes, e uma densidade populacional de 291,24 hab/km² (segundo o censo nacional de 2010).